# Jacksonia rhadinoclona
Jacksonia rhadinoclona är en ärtväxtart som beskrevs av Ferdinand von Mueller. Jacksonia rhadinoclona ingår i släktet Jacksonia och familjen ärtväxter. Inga underarter finns listade i Catalogue of Life.